# Montesquieu-Volvestre
Pour les articles homonymes, voir Montesquieu (homonymie).
Montesquieu-Volvestre (occitan : Montesquiu de Volvèstre) est une commune française située dans le centre du département de la Haute-Garonne en région Occitanie.
Sur le plan historique et culturel, la commune est dans le Volvestre, constitué des vallées de l'Arize et du Volp, proche de la vallée de la Garonne, situé au sud de Toulouse et en partie nord du Couserans. Exposée à un climat océanique altéré, elle est drainée par l'Arize, le ruisseau de l'Argain, le ruisseau de Lazaou, le ruisseau de Bonis, le ruisseau de la Baraque, le ruisseau de Latour et par divers autres petits cours d'eau. le ruisseau de ParisLa commune possède un patrimoine naturel remarquable composé de quatre zones naturelles d'intérêt écologique, faunistique et floristique.
Montesquieu-Volvestre est une commune rurale qui compte 3 083 habitants en 2022, après avoir connu une forte hausse de la population depuis 1962. Elle appartient à l'unité urbaine de Montesquieu-Volvestre et fait partie de l'aire d'attraction de Toulouse. Ses habitants sont appelés les Montesquiviens ou  Montesquiviennes.
Le patrimoine architectural de la commune comprend deux  immeubles protégés au titre des monuments historiques : le château de Palays, inscrit en 1980, et l'église Saint-Victor, classée en 1983.

## Géographie

### Localisation
La commune de Montesquieu-Volvestre se trouve dans le département de la Haute-Garonne, en région Occitanie.
Sur le plan historique et culturel, Montesquieu-Volvestre fait partie du Volvestre, constitué des vallées de l'Arize et du Volp, proche de la vallée de la Garonne, situé au sud de Toulouse et en partie nord du Couserans.
Elle se situe à 47 km à vol d'oiseau de Toulouse, préfecture du département, à 29 km de Muret, sous-préfecture, et à 25 km d'Auterive, bureau centralisateur du canton d'Auterive dont dépend la commune depuis 2015 pour les élections départementales.
La commune est par ailleurs ville-centre du bassin de vie de Montesquieu-Volvestre.
Les communes les plus proches sont : 
Thouars-sur-Arize (2,7 km), Gouzens (4,1 km), Latour (4,2 km), Fornex (4,7 km), Mailholas (4,8 km), Goutevernisse (4,8 km), Loubaut (5,0 km), Bax (5,2 km).
Montesquieu-Volvestre est limitrophe de quinze autres communes dont cinq dans le département de l'Ariège.
| Rieux-Volvestre                                                | Mailholas             | Bax                                                                                           |
| Goutevernisse, Saint-Christaud                                 | Montesquieu-Volvestre | Latour                                                                                        |
| Montberaud, Gouzens, Lahitère, Sainte-Croix-Volvestre (Ariège) | Montbrun-Bocage       | Loubaut (Ariège), La Bastide-de-Besplas (Ariège), Thouars-sur-Arize (Ariège), Fornex (Ariège) |

### Géologie et relief
La superficie de la commune de Montesquieu-Volvestre est de 5 982 hectares ce qui en fait la deuxième plus grande superficie de la Haute-Garonne ; son altitude varie de 208  à   523 mètres.

### Hydrographie

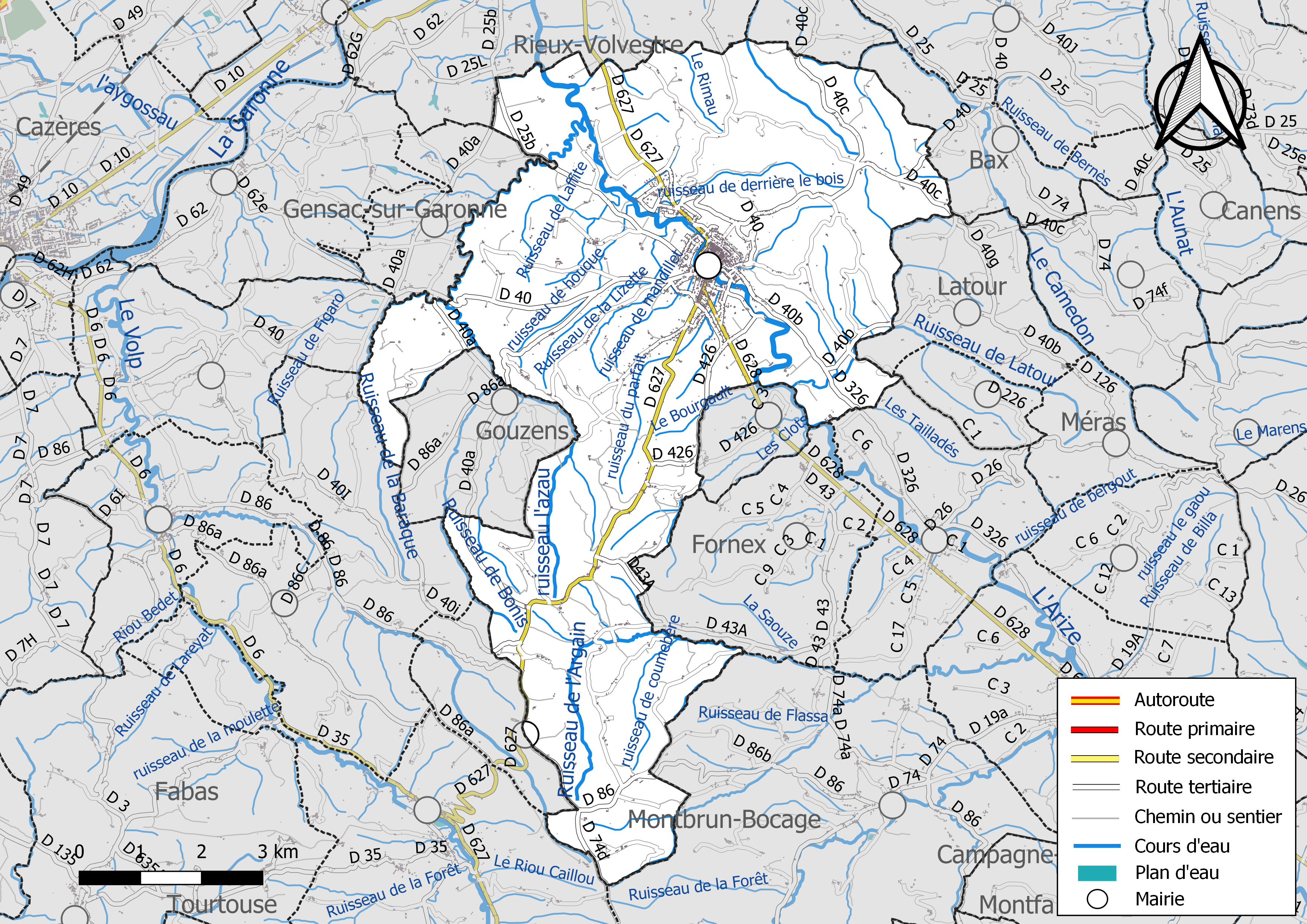
Réseaux hydrographique et routier de Montesquieu-Volvestre.

La commune est dans le bassin de la Garonne, au sein du bassin hydrographique Adour-Garonne. Elle est drainée par l'Arize, le ruisseau de la Boussège, le ruisseau de l'Argain, le ruisseau de Lazaou, le ruisseau de Bonis, le ruisseau de la Baraque, le ruisseau de Latour, le ruisseau de Paris, le ruisseau des castagnès, le Bourgault, le Pédale, le Rimau, Les Tailladés, le ruisseau de coumebère,, constituant un réseau hydrographique de 96 km de longueur totale,.

### Climat
Pour des articles plus généraux, voir Climat de l'Occitanie et Climat de la Haute-Garonne.
En 2010, le climat de la commune est de type climat du Bassin du Sud-Ouest, selon une étude s'appuyant sur une série de données couvrant la période 1971-2000. En 2020, Météo-France publie une typologie des climats de la France métropolitaine dans laquelle la commune est exposée à un climat océanique altéré et est dans la région climatique Aquitaine, Gascogne, caractérisée par une pluviométrie abondante au printemps, modérée en automne, un faible ensoleillement au printemps, un été chaud (19,5 °C), des vents faibles, des brouillards fréquents en automne et en hiver et des orages fréquents en été (15 à 20 jours).
Pour la période 1971-2000, la température annuelle moyenne est de 12,9 °C, avec une amplitude thermique annuelle de 15,6 °C. Le cumul annuel moyen de précipitations est de 812 mm, avec 9,8 jours de précipitations en janvier et 6 jours en juillet. Pour la période 1991-2020, la température moyenne annuelle observée sur la station météorologique la plus proche, située sur la commune de Palaminy à 13 km à vol d'oiseau, est de 13,2 °C et le cumul annuel moyen de précipitations est de 715,2 mm,. Pour l'avenir, les paramètres climatiques de la commune estimés pour 2050 selon différents scénarios d'émission de gaz à effet de serre sont consultables sur un site dédié publié par Météo-France en novembre 2022.

### Milieux naturels et biodiversité

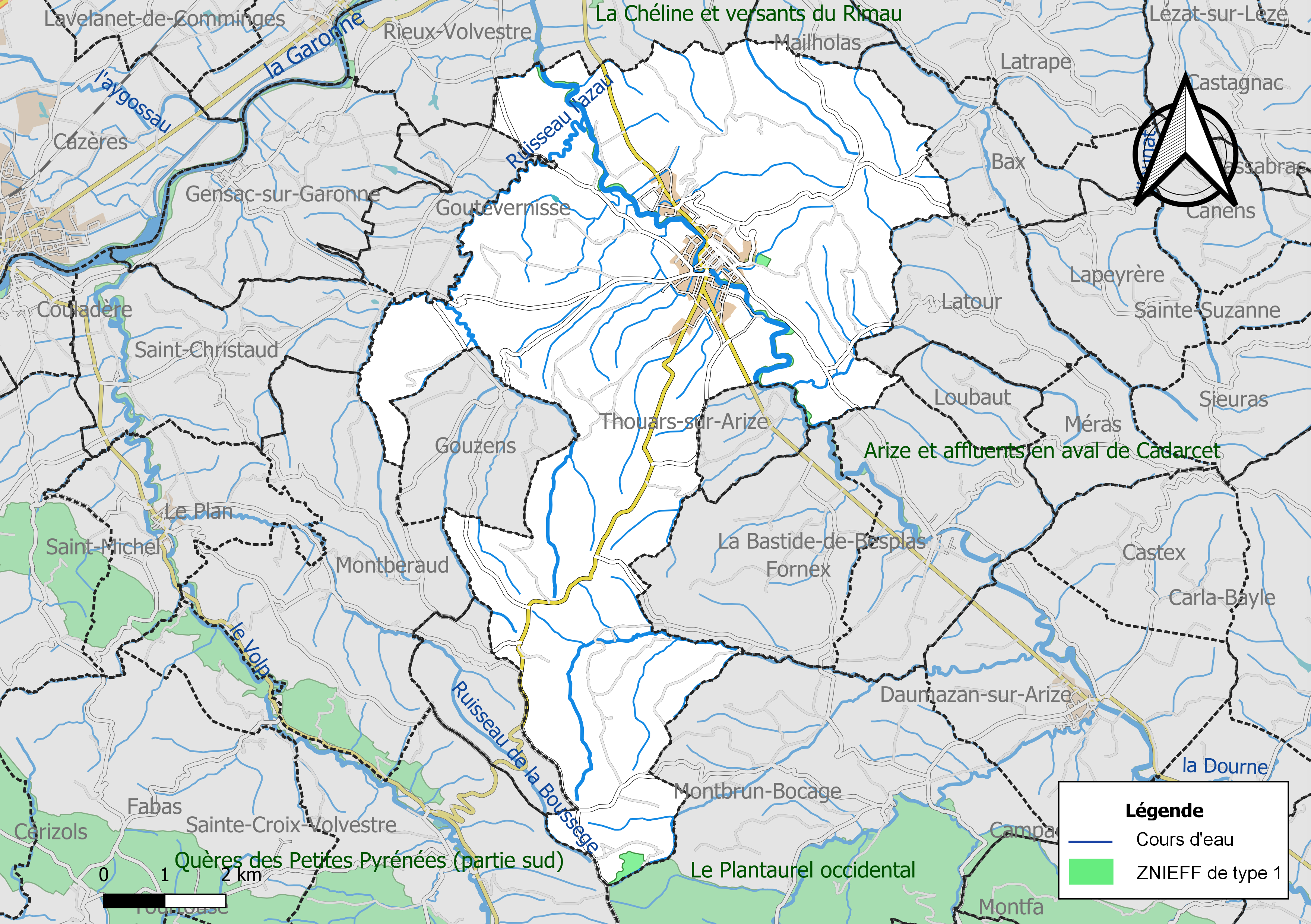
Carte des ZNIEFF de type 1 localisées sur la commune.

L’inventaire des zones naturelles d'intérêt écologique, faunistique et floristique (ZNIEFF) a pour objectif de réaliser une couverture des zones les plus intéressantes sur le plan écologique, essentiellement dans la perspective d’améliorer la connaissance du patrimoine naturel national et de fournir aux différents décideurs un outil d’aide à la prise en compte de l’environnement dans l’aménagement du territoire.
Trois ZNIEFF de type 1 sont recensées sur la commune :
- l'« Arize et affluents en aval de Cadarcet » (380 ha), couvrant 21 communes dont 18 dans l'Ariège et trois dans la Haute-Garonne[17] ;
- les « landes à l'est de Montesquieu-Volvestre » (6 ha)[18],
- « le Plantaurel occidental » (5 042 ha), couvrant 10 communes dont huit dans l'Ariège et deux dans la Haute-Garonne[19] ;

et une ZNIEFF de type 2, : 
« le Plantaurel » (42 116 ha), couvrant 72 communes dont 68 dans l'Ariège, deux dans l'Aude et deux dans la Haute-Garonne.

## Urbanisme

### Typologie
Au 1er janvier 2024, Montesquieu-Volvestre est catégorisée bourg rural, selon la nouvelle grille communale de densité à sept niveaux définie par l'Insee en 2022.
Elle appartient à l'unité urbaine de Montesquieu-Volvestre, une unité urbaine monocommunale constituant une ville isolée,. Par ailleurs la commune fait partie de l'aire d'attraction de Toulouse, dont elle est une commune de la couronne,. Cette aire, qui regroupe 527 communes, est catégorisée dans les aires de 700 000 habitants ou plus (hors Paris),.

### Occupation des sols

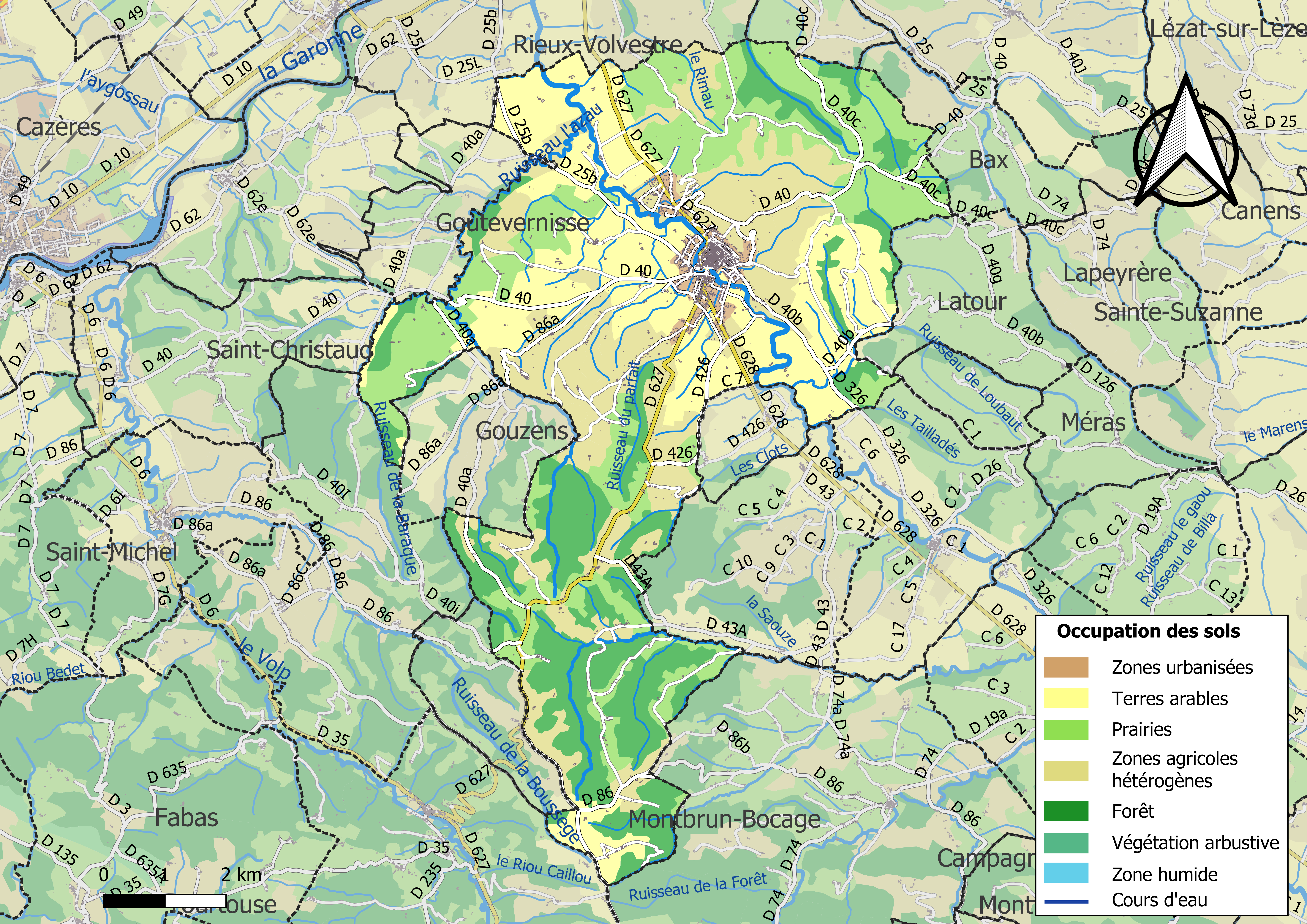
Carte des infrastructures et de l'occupation des sols de la commune en 2018 (CLC).

L'occupation des sols de la commune, telle qu'elle ressort de la base de données européenne d’occupation biophysique des sols Corine Land Cover (CLC), est marquée par l'importance des territoires agricoles (75,4 % en 2018), en diminution par rapport à 1990 (76,9 %). La répartition détaillée en 2018 est la suivante : 
terres arables (26,1 %), zones agricoles hétérogènes (24,8 %), prairies (24,5 %), forêts (21,5 %), zones urbanisées (3,1 %). L'évolution de l’occupation des sols de la commune et de ses infrastructures peut être observée sur les différentes représentations cartographiques du territoire : la carte de Cassini (XVIIIe siècle), la carte d'état-major (1820-1866) et les cartes ou photos aériennes de l'IGN pour la période actuelle (1950 à aujourd'hui).

### Morphologie urbaine
L'essentiel des constructions est situé le long de la vallée de l'Arize, autour de son église.

### Logement
L'urbanisation croissante s'explique par la périurbanisation due à la proximité de Toulouse, Montesquieu-Volvestre faisant partie de son aire urbaine.

### Voies de communication et transports
Véritable carrefour par tradition, à 50 km de Toulouse, de Foix et Saint-Gaudens et à 40 km de Saint-Girons. La station de ski la plus proche est Guzet (à 45 min).
- Par la route : A64 de Toulouse en direction de Tarbes, sortie  27 et prendre la D 627 et de Tarbes direction Toulouse, sortie  25
- Par le train : en gare de Carbonne par TER Occitanie sur la ligne Toulouse - Bayonne
- Par l'avion : l'aéroport Toulouse-Blagnac

La ligne 322 du réseau Arc-en-Ciel relie le centre de la commune à la gare de Carbonne, en correspondance avec les TER Occitanie en direction de Toulouse-Matabiau, et la ligne 359 relie le centre de la commune à la gare routière de Toulouse.

### Risques majeurs

#### Risques naturels et technologiques
Montesquieu-Volvestre est située sur une zone à risque d'inondation limité en bordure de l'Arize et de ses affluents crue.
La commune est également concernée par un risque de séisme de 2/5 (faible).

## Histoire
Bastide créée en 1238 par le comte de Toulouse Raymond VII, qui décide d'implanter une nouvelle ville dans une boucle de l'Arize.
Les archives ne nous ont pas laissé par écrit la preuve de l'existence d'une entité administrative, civile ou religieuse, qui aurait pu correspondre au Volvestre. Mais la présence, avérée encore en toponymie aujourd'hui, d'une forteresse (Le Castéra), construite à la romaine  avec des pieux de bois, bien antérieure aux châteaux forts bâtis en dur, laisse supposer que notre Volvestre pourrait représenter un pagus (pays) carolingien et même, plus haut dans le temps, un fundus gallo-romain. La présence d'un pont gallo-romain, appelé dans les textes anciens « pont de Tersac », connu aujourd'hui sous le nom de « pont du Diable » qui franchissait le Volp sur une route importante qui reliait Montesquieu à Cazères et Palaminy plaide en faveur de cette hypothèse, tout comme la puissance agraire que représentait les seigneurs de Tersac avec des terres qu'ils tenaient en fief, dans le Volvestre de la part des puissants comtes de Toulouse, de Comminges et de Foix.
Le Volvestre constituait donc une sorte de marche, ou de limen qui en  faisait un pays partagé, lieu de passage  et d'échanges entre les trois comtés et donc étroitement convoité.
Ch. Higounet dans son Histoire du comté de Comminges nous donne la clef de l'énigme de la fondation de la nouvelle bastide de Montesquieu. Analysant un document d'archives (Archives nationales J.326 no 28 et 29) il écrit : « Dans cet acte, Gentile de Gensac déclare que le domaine qu'elle tenait de son père sur Rieux et Montesquieu était tombé en commise pour n'avoir pas reçu de Raymond VII d'investiture dans l'an et un jour (11 mai 1238 ») Page 284 note 295.
C'est à cette date que Raymond VII décide d'implanter une cité nouvelle dans une boucle de l'Arize, sur des terres récupérées sur les Tersac par suite de la « tombée en commise ».
Dès cette époque Montesquieu s'inscrit dans le Volvestre comme métropole, ville la plus importante par sa démographie et par le développement économique. Elle est encore dans un recensement de 1880 la septième ville en peuplement du département de la Haute-Garonne.
Les sept moulins fariniers ou à batan (foulon), témoignent d'une activité liée d'une part aux productions agricoles et d'autre part à la fabrication et à la commercialisation du drap.
Aujourd'hui, la vocation agricole n'a pas disparu mais l'industrie drapière n'est plus qu'un lointain souvenir. La dernière « usine » occupant une vingtaine d'ouvriers ayant disparu dans les années 1880. Mais une nouvelle vocation s'est fait jour, celle du tourisme. Située au centre de tout, elle nourrit ses ambitions de cette capacité à offrir au touriste tout ce qu'il peut souhaiter : des vieilles pierres (archéologie) aux paysages verts, de la préhistoire à l'histoire sans compter la qualité de vie, le sens de l'accueil (gîtes et chambres d'hôtes) et bien sûr la gastronomie.
À partir du Moyen Âge jusqu'à sa disparition en 1790 pendant la Révolution française, Montesquieu-Volvestre faisait partie du diocèse de Rieux.
La commune a bénéficié d'une gare du tacot du Volvestre dont la ligne reliait Carbonne au Mas-d'Azil jusqu'à sa fermeture en 1938.

### Héraldique
| Armes de Montesquieu-Volvestre | Les armes de Montesquieu-Volvestre se blasonnent ainsi : D'azur à la pique d'or en pal fichée dans une motte de sinople, aux trois serpents d'argent en fasce brochant sur le fût de la pique.. |

## Politique et administration

### Administration municipale
Le nombre d'habitants au recensement de 2017 étant compris entre 2 500 habitants et 3 499 habitants, le nombre de membres du conseil municipal pour l'élection de 2020 est de vingt-trois,.

### Rattachements administratifs et électoraux
La commune fait partie de la septième circonscription de la Haute-Garonne et du canton d'Auterive (avant le redécoupage départemental de 2014, Montesquieu-Volvestre était le chef-lieu de l'ex-canton de Montesquieu-Volvestre).

### Liste des maires

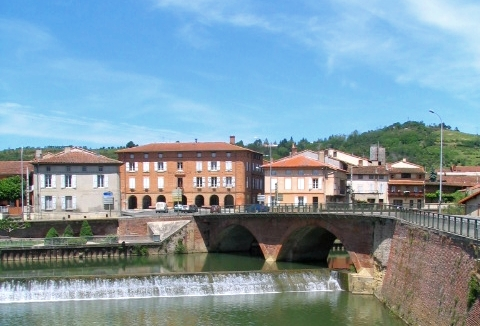
L'Arize et la mairie en arrière-plan.

## Population et société

### Démographie
| 1793  | 1800  | 1806  | 1821  | 1831  | 1836  | 1841  | 1846  | 1851  |
| ----- | ----- | ----- | ----- | ----- | ----- | ----- | ----- | ----- |
| 2 670 | 2 898 | 3 288 | 3 279 | 3 717 | 3 672 | 3 745 | 3 881 | 3 918 |

| 1856  | 1861  | 1866  | 1872  | 1876  | 1881  | 1886  | 1891  | 1896  |
| ----- | ----- | ----- | ----- | ----- | ----- | ----- | ----- | ----- |
| 3 980 | 4 119 | 4 050 | 3 993 | 3 880 | 3 605 | 3 412 | 3 340 | 3 133 |

| 1901  | 1906  | 1911  | 1921  | 1926  | 1931  | 1936  | 1946  | 1954  |
| ----- | ----- | ----- | ----- | ----- | ----- | ----- | ----- | ----- |
| 3 111 | 3 065 | 3 023 | 2 314 | 2 355 | 2 184 | 2 171 | 1 981 | 1 986 |

| 1962  | 1968  | 1975  | 1982  | 1990  | 1999  | 2006  | 2011  | 2016  |
| ----- | ----- | ----- | ----- | ----- | ----- | ----- | ----- | ----- |
| 1 915 | 1 924 | 1 950 | 2 088 | 2 117 | 2 314 | 2 660 | 3 112 | 3 020 |

| 2021  | 2022  | - | - | - | - | - | - | - |
| ----- | ----- | - | - | - | - | - | - | - |
| 3 096 | 3 083 | - | - | - | - | - | - | - |

| selon la population municipale des années : | 1968 | 1975 | 1982 | 1990 | 1999 | 2006 | 2009 | 2013 |
| Rang de la commune dans le département      | 30   | 48   | 53   | 67   | 68   | 70   | 68   | 67   |
| Nombre de communes du département           | 592  | 582  | 586  | 588  | 588  | 588  | 589  | 589  |

### Enseignement
Montesquieu-Volvestre fait partie de l'académie de Toulouse.
L'éducation est assurée sur la commune de Montesquieu-Volvestre de la crèche à l'école maternelle et l'école élémentaire, jusqu'au collège Stella-Blandy, agrémenté d'une médiathèque.

### Service public
Montesquieu-Volvestre possède un service départemental d'incendie et de secours, une gendarmerie, une poste, un centre de la DDE, une déchèterie, une police municipale.

### Santé
La commune possède une maison de retraite, un centre intercommunal d'action sociale (CIAS), des infirmiers, des sages-femmes, des médecins généralistes, des professionnels de la rééducation, de l'appareillage, des pédicures-podologues, psychothérapeute, des dentistes.. ainsi qu'une pharmacie

### Culture et événements
Salle polyvalente, marché fermier, club de cinéma, école de musique.
Festival L'île au théâtre, tous les ans, le 1er week-end de juin.

### Sports
Piscine municipale d'été, un club de rugby à XV, de volley-ball et de basket-ball ainsi que des courts de tennis, un terrain de basket-ball, un terrain de beach-volley au sein de la piscine municipale, des boulodrommes extérieurs et intérieurs, un dojo, une salle de danse
Rugby
Lors de la saison 2012-2013, l'AS Montesquieu-Volvestre rugby, évolue an sein de la division de Fédérale 3 qui est une division nationale.
En 2010, l'AS Montesquieu-Volvestre rugby en entente avec ses voisins de Daumazan et Lezat, a été champion de France Junior Phliponneau de rugby à XV en battant l'US Portet-Roquette 27 à 15 sur le terrain de Rieumes -le 23 mai 2010.
En 2011, l'AS Montesquieu-Volvestre rugby a été champion de France Honneur de rugby à XV en battant l'US Capbreton 18 à 11.

## Économie

### Revenus
En 2018  (données Insee publiées en septembre 2021), la commune compte 1 419 ménages fiscaux, regroupant 3 083 personnes. La médiane du revenu disponible par unité de consommation est de 20 510 € (23 140 € dans le département). 40 % des ménages fiscaux sont imposés (55,3 % dans le département).

### Emploi
|                | 2008  | 2013  | 2018   |
| -------------- | ----- | ----- | ------ |
| Commune        | 8,9 % | 9,3 % | 10,7 % |
| Département    | 7,7 % | 9,6 % | 9,3 %  |
| France entière | 8,3 % | 10 %  | 10 %   |

En 2018, la population âgée de 15 à 64 ans s'élève à 1 782 personnes, parmi lesquelles on compte 75,5 % d'actifs (64,8 % ayant un emploi et 10,7 % de chômeurs) et 24,5 % d'inactifs,. Depuis 2008, le taux de chômage communal (au sens du recensement) des 15-64 ans est supérieur à celui de la France et du département.
La commune fait partie de la couronne de l'aire d'attraction de Toulouse, du fait qu'au moins 15 % des actifs travaillent dans le pôle,. Elle compte 687 emplois en 2018, contre 698 en 2013 et 646 en 2008. Le nombre d'actifs ayant un emploi résidant dans la commune est de 1 165, soit un indicateur de concentration d'emploi de 59 % et un taux d'activité parmi les 15 ans ou plus de 53,6 %.
Sur ces 1 165 actifs de 15 ans ou plus ayant un emploi, 421 travaillent dans la commune, soit 36 % des habitants. Pour se rendre au travail, 80 % des habitants utilisent un véhicule personnel ou de fonction à quatre roues, 5,9 % les transports en commun, 7,1 % s'y rendent en deux-roues, à vélo ou à pied et 7 % n'ont pas besoin de transport (travail au domicile).

### Activités hors agriculture

#### Secteurs d'activités
232 établissements sont implantés  à Montesquieu-Volvestre au 31 décembre 2019. Le tableau ci-dessous en détaille le nombre par secteur d'activité et compare les ratios avec ceux du département,.
| Secteur d'activité                                                                                        | Commune | Commune | Département |
| Secteur d'activité                                                                                        | Nombre  | %       | %           |
| --- | ------- | ------- | ----------- |
| Ensemble                                                                                                  | 232     | 100 %   | (100 %)     |
| Industrie manufacturière, industries extractives et autres                                                | 30      | 12,9 %  | (5,7 %)     |
| Construction                                                                                              | 38      | 16,4 %  | (12 %)      |
| Commerce de gros et de détail, transports, hébergement et restauration                                    | 45      | 19,4 %  | (25,9 %)    |
| Information et communication                                                                              | 4       | 1,7 %   | (4,1 %)     |
| Activités financières et d'assurance                                                                      | 9       | 3,9 %   | (3,8 %)     |
| Activités immobilières                                                                                    | 10      | 4,3 %   | (4,2 %)     |
| Activités spécialisées, scientifiques et techniques et activités de services administratifs et de soutien | 40      | 17,2 %  | (19,8 %)    |
| Administration publique, enseignement, santé humaine et action sociale                                    | 34      | 14,7 %  | (16,6 %)    |
| Autres activités de services                                                                              | 22      | 9,5 %   | (7,9 %)     |

Le secteur du commerce de gros et de détail, des transports, de l'hébergement et de la restauration est prépondérant sur la commune puisqu'il représente 19,4 % du nombre total d'établissements de la commune (45 sur les 232 entreprises implantées  à Montesquieu-Volvestre), contre 25,9 % au niveau départemental.

#### Entreprises et commerces
Les cinq entreprises ayant leur siège social sur le territoire communal qui génèrent le plus de chiffre d'affaires en 2020 sont : 
- SARL Jamon, supermarchés (7 578 k€)
- Maison Patignac, préparation industrielle de produits à base de viande (1 836 k€)
- Artis, commerce de gros (commerce interentreprises) d'autres biens domestiques (881 k€)
- F3B Montage, travaux de montage de structures métalliques (750 k€)
- Ambulances Montesquieviennes, ambulances (633 k€)

### Agriculture
La commune est dans le Volvestre, une petite région agricole localisée dans l'est du département de la Haute-Garonne, constituée de collines de terrefort à fortes pentes autrefois consacrées à l’élevage s’orientent aujourd’hui vers les grandes cultures. En 2020, l'orientation technico-économique de l'agriculture  sur la commune est la polyculture et/ou le polyélevage.
|               | 1988  | 2000  | 2010  | 2020  |
| ------------- | ----- | ----- | ----- | ----- |
| Exploitations | 112   | 63    | 58    | 63    |
| SAU (ha)      | 3 498 | 2 820 | 2 703 | 3 179 |

Le nombre d'exploitations agricoles en activité et ayant leur siège dans la commune est passé de 112 lors du recensement agricole de 1988  à 63 en 2000 puis à 58 en 2010 et enfin à 63 en 2020, soit une baisse de 44 % en 32 ans. Le même mouvement est observé à l'échelle du département qui a perdu pendant cette période 57 % de ses exploitations,. La surface agricole utilisée sur la commune a également diminué, passant de 3 498 ha en 1988 à 3 179 ha en 2020. Parallèlement la surface agricole utilisée moyenne par exploitation a augmenté, passant de 31 à 50 ha.

## Culture locale et patrimoine

### Lieux et monuments

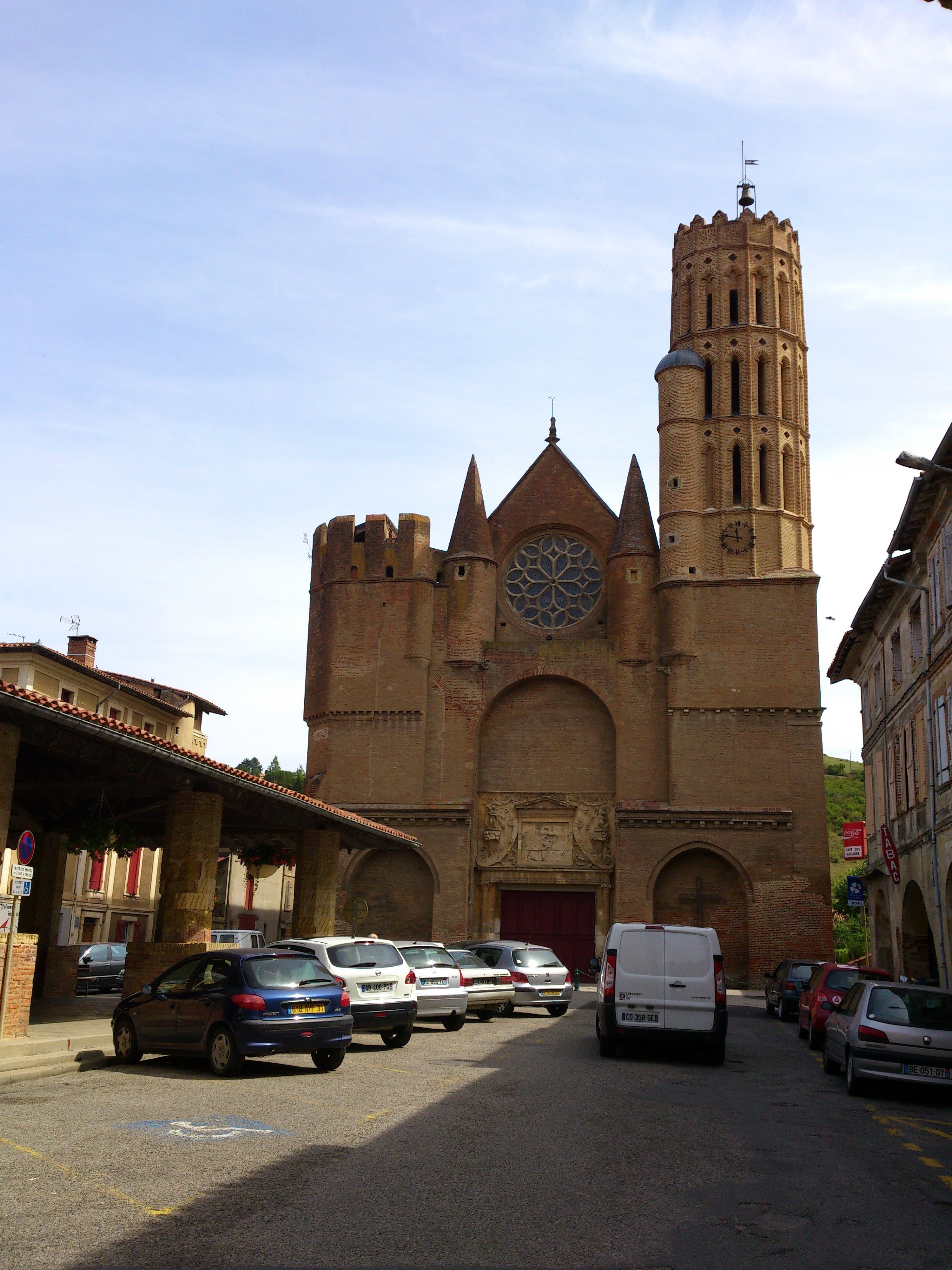
Église Saint-Victor XIIIe siècle.

- L'église Saint-Victor de Montesquieu-Volvestre datant du XIIIe siècle est classée au titre objet des monuments historiques depuis 1983[43]. La façade massive fortifiée en brique rappelle que l'église, lieu de recueillement, faisait aussi partie du système de défense de la ville. Son clocher de 32 mètres à 16 pans, éclairés aux trois étages supérieurs par des ouvertures gothiques, est extrêmement rare. Elle possède un riche mobilier dont les objets sont pour la plupart inscrits à l'inventaire des Monuments historiques : une mise au tombeau sculptée dans la pierre (XVe siècle), un retable baroque et des tableaux, dont la déposition de croix de Girodet (XVIIIe siècle).
- L'église de la Nativité-de-la-Vierge d'Argain.
- Bords de l'Arize.
- Halle.
- Moulin sur l'Arize Moulin de Barrau (XVe, XVIe, XVIIe, XVIIIe) un des rares moulins encore en activités.
- Château de Palays XIIIe siècle au confluent de l'Arize et du Pas-du-Rat (privé).
- le Castéra : colline de 336 m. Le sommet avec son calvaire et table d'orientation se trouve à plus de 100 m au-dessus de Montesquieu il offre une  vue panoramique sur la cité et la chaîne des Pyrénées.

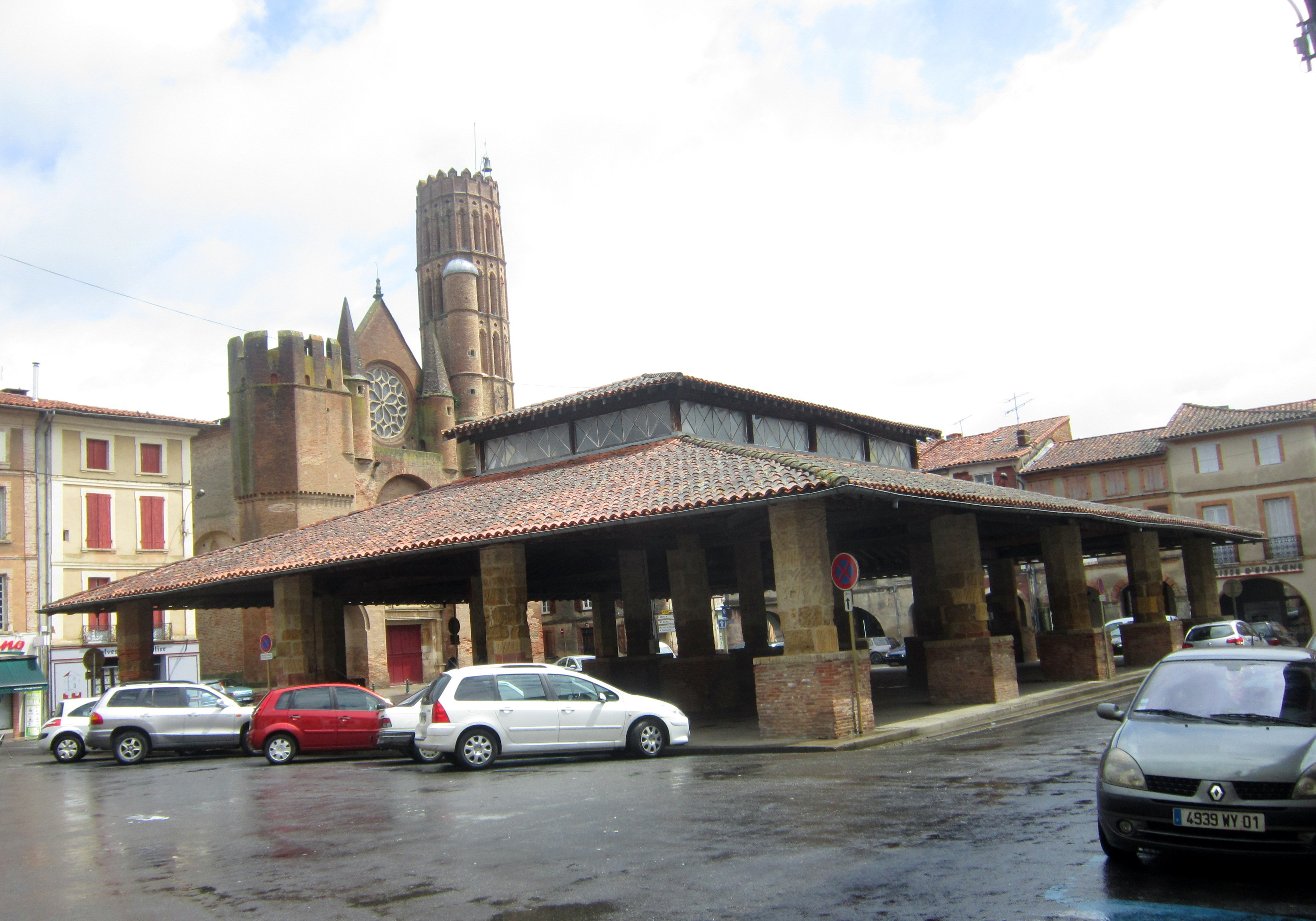
Halle
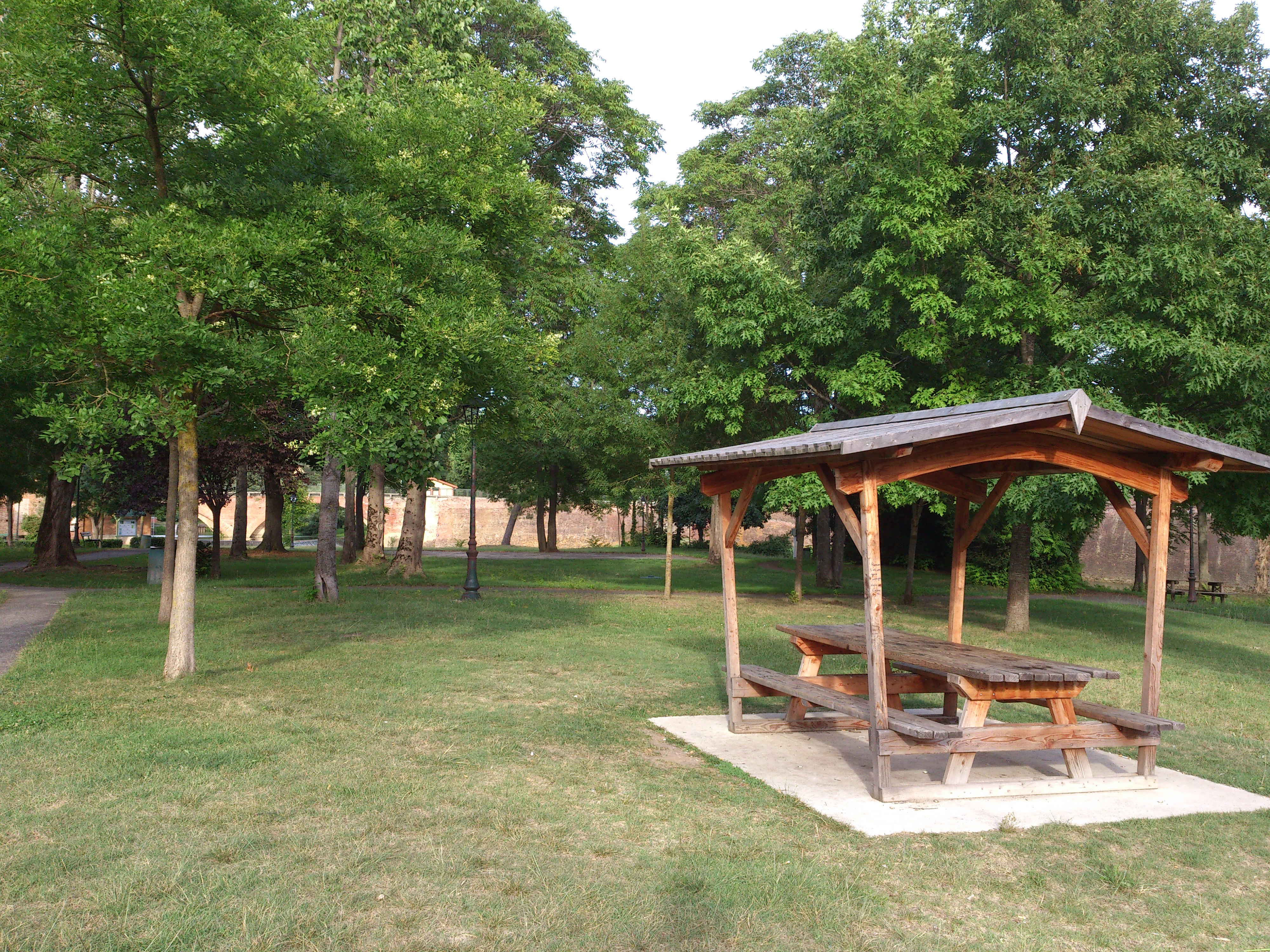
L'espace vert Montesquieu.
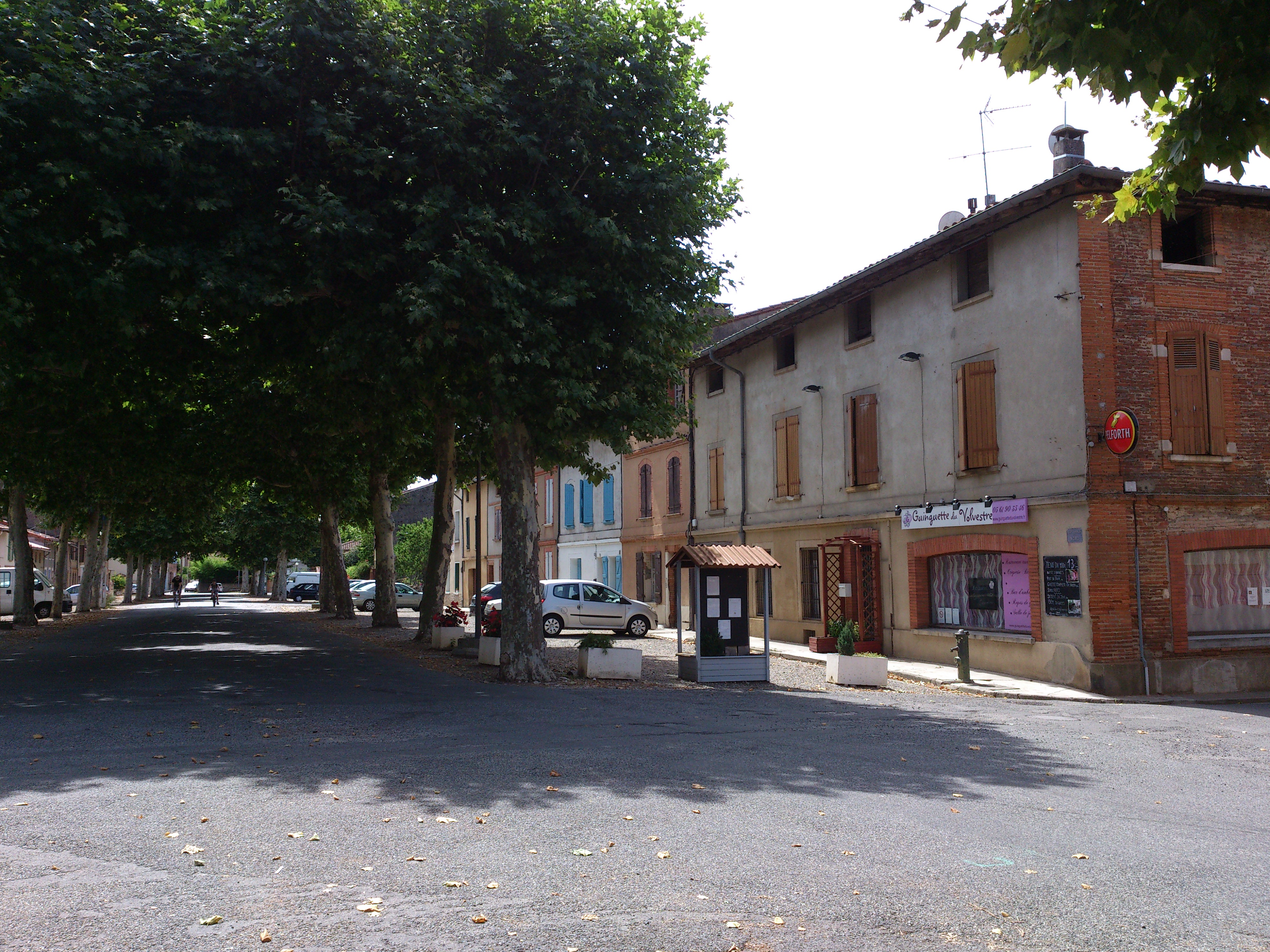
La place Montesquieu.

### Personnalités liées à la commune
- Raymond VII, dernier comte de Toulouse de la lignée des Saint-Gilles, fondateur de la cité en 1238. Il octroie aux habitants de Montesquieu une charte de coutumes en mai 1246.
- Jean Froissart, chroniqueur du XIVe siècle raconte son passage à Montesquieu lors de son voyage de Mazères d’Ariège à Orthez en Béarn pour rencontrer Gaston Fèbus (orthographe occitane).
- Jean Bertrand, capitoul de Toulouse en 1498, premier président aux Parlements de Toulouse et de Paris. Garde des sceaux de Henri II en 1551 (le premier à porter ce titre). Cardinal, évêque de Comminges, archevêque de Sens. Ambassadeur à Venise. C’est un ancêtre (branche aînée) de la famille des Bertrand dont deux descendants seront seigneurs de Montesquieu au XVIIIe siècle.
- Barthélemy de Donadieu de Griet, seigneur de Villepinte né à Montesquieu le 24 août 1592. Après une courte carrière militaire il entre au séminaire Saint-Magloire à Paris et est ordonné prêtre en 1624. Ami d’hommes d’église célèbres, abbé de Saint-Cyran, Vincent de Paul, Bérulle, Olier… et bénéficiant de hautes protections il est fait évêque de Comminges en 1625. Il veillera à la formation des prêtres et sera à l’origine de la fondation du séminaire de Polignan. Il meurt le 12 novembre 1637 et est enseveli dans la cathédrale de Saint-Bertrand de Comminges[44].
- Simon de la Loubère, neveu du précédent. Né à Toulouse en 1642. Étudie chez les jésuites. Puis part pour Paris où il se fait une bonne réputation d’homme d’esprit. Il entre dans la diplomatie (Suisse, Strasbourg, terre d’Empire, puis au Siam). Il fait un rapport sur son ambassade au Siam qui sert encore de référence aux historiens modernes. En 1693 il entre à l’Académie française et en 1694 à l’Académie des Inscriptions. À cette date il est chargé de rétablir dans sa splendeur première l’Académie des jeux floraux de Toulouse. Il propose une méthode de réalisation de « carré magique » (c’est lui qui inventa le nom).
- Antoine François Bertrand de Molleville, troisième et dernier seigneur à Montesquieu-Volvestre (et autres lieux). Il ne s’occupa à aucun moment de Montesquieu mais exercera au niveau national les plus hautes fonctions. Intendant de Bretagne, ministre de la Marine et ami du roi Louis XVI, auteur de mémoires et de livres d’histoires.
- Pierre Alard, né et mort à Montesquieu (1745-1826). Élu maire de Montesquieu-Volvestre en décembre 1789, il est élu suppléant à l'Assemblée Législative, élu troisième suppléant à la Convention où il siège à partir de 1793.
- Germain Théodore Abolin (1757-1842) né à Montesquieu-Volvestre. Député des Cinq-Cents le 25 vendémiaire an IV, élu secrétaire de cette institution en l'an VI.
- Guillaume Ibos (1860-1952) ténor. Né à Muret le 10 juillet où son père était gendarme, mort à Montesquieu-Volvestre au numéro 9  rue des Olières. Il interprète les plus grands rôles sur les scènes internationales. Ami de Massenet, ce dernier modifia la partition du personnage de Werther prévue préalablement pour un baryton. Ce qui valut un beau succès à la création pour Guillaume Ibos le ténor et Massenet le compositeur. (Source : Nos artistes lyriques. Édition de O.T)
- Stella Blandy (1835-1925), femme de lettres née à Montesquieu-Volvestre et y meurt.
- Marie-Hippolyte de Lartigue de Goueytes (1815-1893), général de division, né à Montesquieu[45].

## Pour approfondir